# 雅古特·哈迈维
雅古特·本·阿卜杜拉·哈迈维（阿拉伯语：‎）（1179年—1229年），叙利亚希腊裔地理学家、历史学家，曾到中亚旅行。主要著作包括《地理辞典》（‎, Mu‘jam al-Buldān）、《作家辞典》（‎, Mu‘jam al-Udabā'，一译《文人辞典》）及《类语辞典》（‎, al-Mushtarak waḍ‘ā）。其著作中因为所征引的著作数量多，且明记了作者及著作的名称，所以在辑佚方面价值很大。

## 生平
雅古特生于拜占庭治下的一个非阿拉伯人家庭，年少时被俘，卖给叙利亚哈马的商人阿斯卡尔·伊本·阿比·纳斯尔·哈马维（‘Askar ibn Abī Naṣr al-Ḥamawī），其名字中的族名“鲁米”（al-Rūmī）即“罗马人”之意，而其别号（‎；Laqab）哈迈维（Al-Hamawī）则意为“哈马人”，来自其主人阿斯卡尔。其名字中的库尼耶“雅古特”（Yāqūt）是“红宝石”的意思，当时给奴隶取宝石的名字比较常见。
其主人阿斯卡尔给他良好的教育，受到了经商训练，曾多次在基什等地进行贸易，并做为阿斯卡尔的代理游历阿曼、叙利亚、伊朗。他还游历过美索不达米亚北部、阿塞拜疆等处，后在还曾在尼沙布尔、木鹿等地居住。
1229年在阿勒颇去世。

## 著作
其著作《地理辞典》被认为是一部内容宏富的百科全书式的著作，记述了从新几内亚至大西洋的山川河流及各国的主要城市、商道和名胜等。该书自1218年开始构想，在木鹿的图书馆收集了许多资料，于1224年完成初稿，并直至其去世之前都在不断修订。
该书于1866年至1873年间在德国莱比锡出版了阿拉伯文的校订本，由东方学家斐迪南·伍司藤菲尔德校订编辑，共六卷，曾多次在各地重印。法国东方学家夏尔·巴尔比耶·德·梅纳尔在1861年出版过一部法语的选译本。费琅在他的《阿拉伯波斯突厥人东方文献辑注》中翻译了《地名辞典》里关于远东的部分。